# Tereschka
Die Tereschka, auch Große oder Bolschaja Tereschka (russisch (Большая) Терешка, alternative Schreibweise russisch Терёшка) ist ein 213 km langer rechter Nebenfluss der Wolga im europäischen Teil Russlands.

## Verlauf
Die Tereschka entspringt in den Wolgahöhen in der südlichen Oblast Uljanowsk. Zunächst fließt sie in östlicher Richtung in einem engen Tal durch die landwirtschaftlich intensiv genutzte Landschaft. Bei Radischtschewo biegt sie in vorwiegend südöstliche Richtungen ab.
Kurz darauf erreicht sie die Oblast Saratow, wo sie in Richtung Süden und Südwesten umschwenkt und kurzzeitig dem Verlauf der Grenze zur Oblast Uljanowsk folgt. In ihrem weiteren Verlauf fließt die Tereschka größtenteils parallel zur Wolga. In diesem Bereich weist sie zahlreiche Altarm auf.
Bei der Ortschaft Studjonowka beginnt der Rückstau des Wolgograder Stausees, der den Unterlauf der Tereschka überprägt. Bei Ussowka mündet der Fluss schließlich in die Wolga.
Der von Ende November/Anfang Dezember bis in den späten März/frühen April gefrorene Fluss ist im Sommer ein beliebtes Ziel für Kanuwanderer und Angler.